# Gracixalus waza
Espèce
Gracixalus waza est une espèce d'amphibiens de la famille des Rhacophoridae.

## Répartition
Cette espèce est endémique de la province de Cao Bằng au Viêt Nam.

## Publication originale
- Nguyen, Le, Pham, Nguyen, Bonkowski & Ziegler, 2013 : A new species of Gracixalus (Amphibia: Anura: Rhacophoridae ) from northern Vietnam. Organisms Diversity and Evolution, vol. 13, p. 203-214.